# PZM mikrofon
Granični mikrofoni (podni mikrofoni) ili PZM (Pressure zone microphone) su posebna vrsta kondezatorskih mikrofona, spakovanih u male kapsule koje se uglavnom postavljaju na podnu površinu a, u određenim slučajevima, mogu biti montirani direktno u zid. Uglavnom imaju dobru, približno ravnu, frekvencijsku karakteristiku, jasnu i čistu zvučnu sliku i jak signal na izlazu. Često primenu nalaze na pozornici za potrebe ozvuke glumaca.

## Princip rada
Način na koji radi jeste specifičan po tome što je mikrofon okrenut prema dole (ka površini) sa malim rastojanjem od postolja na kome je postavljen. Između površine i postolja, usled pobude zvučne energije, dolazi do zone pritiska a mikrofon reaguje na razliku pritiska; za razliku od konvencijalnih mikrofona koji rade na razliku vazdušnog pritiska u slobodnom prostoru pri čemu kod PZM mikrofona ne dolazi do inteferencije usled reflektovanih zvukova samim tim ne javlja se reverberacija u reprodukciji niti fazne razlike kao posledica sabranih direktnih i reflektovanih zvukova. Često su omnidirekcioni ali mogu biti i sa kardioidnim karakterstikama, ali u tom slučaju se montiraju tvrdi paneli oko mikrofona (ili se takvi proizvode) kako bi se fizički napravila prepreka i dobila odgovarajuća karakteristika usmerenog tipa.

## Lavalier mikrofoni
Lavalier (franc. ogrlica, nakit) mirkofoni ili poznatiji u našem govornom području - bubice; su bežični, dinamički mikrofoni, izuzetno malih kapsula koji se montiraju na spoljašnjoj ili unutrašnjoj strani odeće blizu usta izvođača. Takođe, mogu se postaviti u kosu ili nalepiti preko glave tako da sam vrh mikrofona visi na čelu. Predajnik mikrofona je najčešće kablom povezan i okačen za kaiš izvođača. Imaju pojačanu frekvencijsku karakteristiku na višim vrekvencijama, čak i do 6 dB kako se ne bi izgubila jasnoća govora ili pevanja u spektru kao i usled pritiska koja stvaraju pluća na niskim frekvencijama.

## Princip rada
Nosilac na datoj frekvenciji iz VHF ili UHF područje se moduliše audio signalom i šalje na pojačavač (RF pojačavač), koji se nalazi u kućištu samog mikrofona ili u posebnom kućištu koje nosi kporisnik. Visokofrekventni modulisani signal, snage od 10-15mW, se šalje preko predajnika u prostor. Predajna antena se nalazi ili u donjem delu kućišta mikrofona ili u posebnom predajnom uređaju koji nosi korisnik. U ovom drugom slučaju, antena je u obliku kratkog parčeta žice koje visi spolja. Opisan i sistem ima dva nedostatka i to su:
- Gubitak signala usled usled višestrukih refleksija pri prenosu od predajnika do prijemnika, zbog pomeranja izvođača na sceni i prisustva okolnih prepreka
- Osetljivost na šum usled male emitovane snage i malog indeksa modulacije

## Spoljašnje veze
- Princip rada PZM
- Lavalier mikrofoni